# 噴門形成術
噴門形成術（ふんもんけいせいじゅつ、英: fundoplication）とは、食道胃噴門を形成する手術のこと。逆流性食道炎に対する外科手術で、一般にNissen法が知られており、Nissen手術とも言われる。多くは腹腔鏡を用いて行われ、腹腔鏡下逆流防止手術（Laparoscopic antireflux Surgery: LARS）とも言われる。
1955年に、Rudolph Nissen（ドイツ系ユダヤ人）により初めて発表された。その後、ヒスタミンH2受容体拮抗薬やプロトンポンプ阻害薬の発明により、内科治療がメインに行われるようになってからは、施行される頻度は少なくなってきている。

## 術式
- Nissen法
- Toupet法